# Merész Gyula
Merész Gyula, 1913-ig Müller (Kolozsvár, 1888. május 16. – Klagenfurt, 1949.) festő.

## Életútja
A budapesti Képzőművészeti Főiskola hallgatója volt, ahol Balló Ede, majd Párizsban Lucien Simon és Jean-Paul Laurens növendéke volt. Ezután Firenzében és Rómában képezte magát tovább. Nyolc évig Kolozsvárott dolgozott, 1913-tól az Erdélyi Múzeum Képtárának őre volt. A trianoni békeszerződés után Budapestre költözött. 1911-től állította ki képeit, számtalan bel- és külföldi tárlaton szerepelt. 1922. december 16-án Babócsán megnősült. 1921-ben a Nemzeti Szalonban, 1928-ban a Műcsarnokban mutatta be munkáit, 1929-ben Milánóban volt gyűjteményes kiállítása. 1945-ben kivándorolt. Az 1920-as években több díjat is elnyert. Műveiben a természet tisztelete mellett erő és a plain-air egyéni felfogása nyilatkozik meg. A Magyar Nemzeti Galéria kettő, a kolozsvári múzeum három képét őrzi. Felesége, coredoi és starkenleergi Coreth Erzsébet grófnő, szintén festő. 